# Alte Synagoge (Wiesbaden)

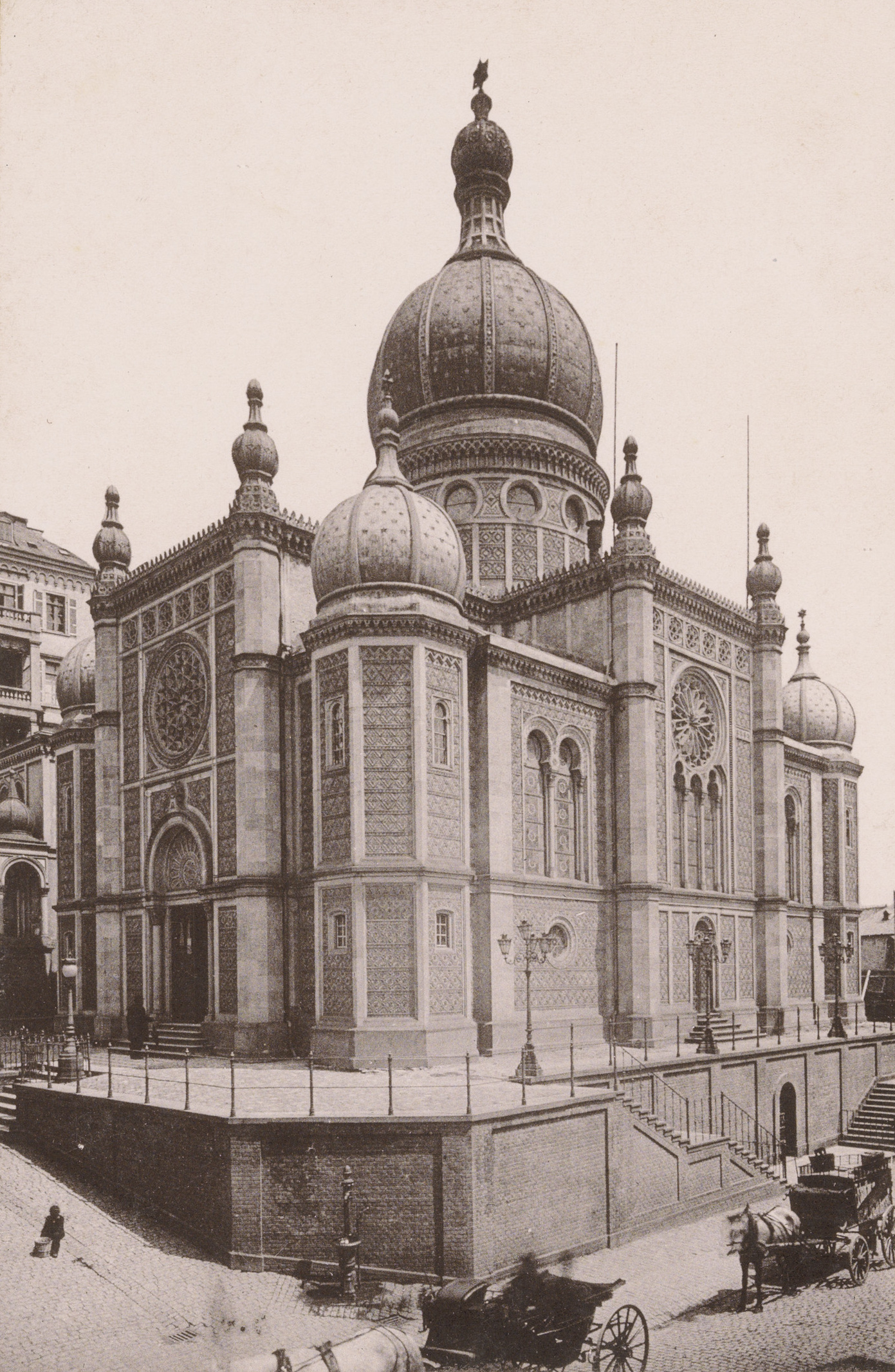
(1887)

Die Alte Synagoge in Wiesbaden war die größte Synagoge der Stadt. Sie wurde 1863–69 errichtet und am 10. November 1938 während der Reichspogromnacht in Brand gesetzt und zerstört.

## Geografische Lage
Die Synagoge stand im Wiesbadener Ortsteil Michelsberg, am Rand der Innenstadt und im Nordwesten des historischen Fünfecks. Der Bezeichnung „Michelsberg“ ist im heutigen Stadtbild nur noch als Straßennamen zu finden.

## Architektur

Toraschrein in der alten Synagoge Wiesbaden

Die Synagoge wurde im maurisch-byzantinischen Stil nach Plänen von Philipp Hoffmann erbaut. 
Grundriss war ein griechisches Kreuz mit überhöhtem Mitteltrakt, das im Gegensatz zu vielen anderen „orientalisch-byzantinischen“ Synagogen, nicht in ein Quadrat eingefasst wurde. Die „Zwickel“-Bauten zwischen den Kreuzarmen waren niedriger als diese. Davor wurden Türme gestellt, die mit leicht geschwungenen, bauchigen und durch Rippen gegliederten Kuppeln gedeckt waren. Die Zentralkuppel, eine große, bauchige, in Rippen aufgegliederte Tambourkuppel, erinnerte an die Mogul-Architektur der Freitagsmoschee in Delhi.
Die Kreuzarme wurden nach dem von Ludwig Förster in Wien konzipiertem Bautypus der beiden „Säulen“ gestaltet. Die „Säulen“ erschienen in Form von schmalen, niedrigen Türmchen mit kleinen Kuppelaufsätzen, die den Mitteltrakt an den Ecken flankierten. Das Rosenfenster über dem Portal wurde ähnlich der Großen Synagoge in Budapest in ein Quadrat eingefasst. Auch der Rosettenfries unterhalb des Dachgesimses und das Zinnenband waren der Budapester Synagoge ähnlich.

## Geschichte

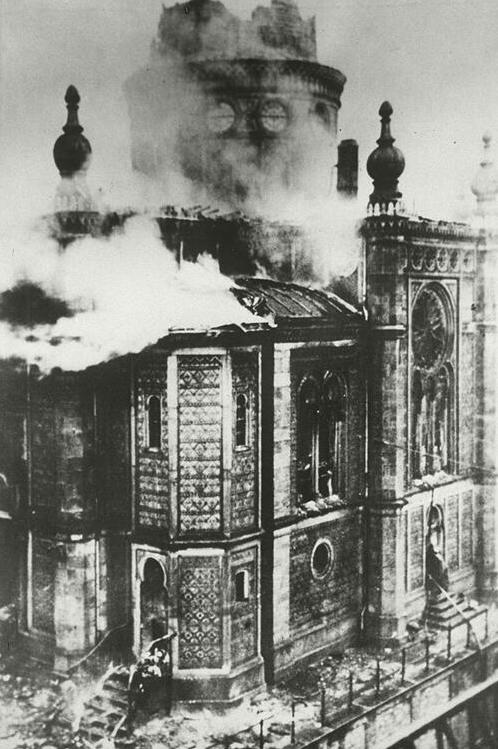
Brennende Synagoge am 9. November 1938

Die Synagoge wurde 1863–69 durch eine gemäßigt liberale Gemeinde errichtet. 
Das Gebäude wurde am 10. November 1938 in der Reichspogromnacht in Brand gesetzt, die verbleibenden Außenmauern 1939 abgebrochen. Die Grundmauern blieben zunächst erhalten und dienten während des Zweiten Weltkriegs als Löschwasserreservoir. Nach dem Krieg wurde die Fläche als Parkplatz für städtische Bedienstete genutzt. Der Ausbau der Coulinstraße in den 1950er Jahren führte schließlich zum Abbruch der Fundamente, womit die letzten baulichen Relikte der Alten Synagoge verschwanden. 1969 wurde der einstige Standort mit einer Hochstraße aus Beton überbaut, die 2001 aus städtebaulichen Gründen wieder abgerissen wurde. Das ermöglichte es, die Lage der Grundmauern im Straßenbelag der Coulinstraße farblich zu markieren. Seitdem fließt der Straßenverkehr gewissermaßen durch den Gebetssaal. Seit dem 27. Januar 2011 erinnert das Namentliche Gedenken an die während des Nationalsozialismus ermordeten Wiesbadener Juden. Anlässlich des Gedenkjahres 1700 Jahre jüdisches Leben in Deutschland 2021 entstand eine virtuelle Rekonstruktion des Gebäudes.